# Fausto Coen
Fausto Coen (Mantova, 1914 – Roma, 4 gennaio 2006) è stato un giornalista e saggista italiano.

## Biografia
Fausto Coen nasce in una famiglia ebrea benestante di negozianti di stoffe e abiti. Il fallimento dell'azienda lo costringerà, ancora giovanissimo, a svolgere modesti lavori impiegatizi, pur proseguendo gli studi e laureandosi infine in Giurisprudenza all'Università di Bologna. Le sue aspirazioni giornalistiche lo portano a partecipare ai Littoriali del 1934 e 1935 per la categoria "critica cinematografica", ma i risultati sono modesti. In quegli stessi anni scopre l'antifascismo attraverso contatti che uno dei suoi fratelli ha con il movimento di Giustizia e Libertà e durante la guerra di Spagna parteggia per i repubblicani. Vivrà poi il dramma delle leggi razziali e della persecuzione.
Nel 1949 è nominato vice direttore del quotidiano Paese Sera di Roma che esce in edicola a partire dal giorno 5 dicembre di quell'anno. Il quotidiano è l'edizione pomeridiana di Il Paese, uscito nel 1948 e diretto da Tomaso Smith. Questi ha la direzione nominale dei due quotidiani, ma di fatto è Coen il direttore effettivo di Paese Sera. Coen si dimette polemicamente dal suo incarico nel 1967 per la posizione assunta dal Partito Comunista Italiano, editore di riferimento di Paese Sera, sulla Guerra dei Sei Giorni. Dopo le dimissioni declina ogni altro incarico giornalistico, dedicandosi alla scrittura. Ha curato per la RAI e l'UCEI il programma televisivo Sorgente di vita. È autore di libri sul mestiere giornalistico e sull'olocausto. Ha pubblicato un volume autobiografico: Una Vita tante Vite.
'

## Opere
- Fausto Coen, L'occhio di carta, Collana il timone n. 47, Pan Editrice, Milano, 1975, pp. 102.
- id.,Tre anni di bugie. 328 ordini alla stampa del Minculpop durante la guerra, Collana il timone n. 73, Pan Editrice, Milano, 1977.
- id., Israele: Quarant'anni di Storia, Collana Il Ponte, Marietti, Genova, 1985, pp. 204; ed. aumentata fino alla guerra del Golfo, 1991, pp. XII-260.
- id., Quel che vide il Màt Cùssi, Marietti, Genova, 1992, ISBN 88-211-6237-0, pp. 99.
- id., 16 ottobre 1943. La grande razzia degli ebrei di Roma, Collana Schulim Vogelmann n.38, Giuntina, Firenze, 1994-1995, ISBN 978-88-85943-85-8, pp. 154.
- id., Dreyfus, Collezione Le Scie, Mondadori, Milano, I ed. 1994 - II ed. 1995; Collana Oscar Storia, Mondadori, Milano, 2002, ISBN 88-04-51152-4.
- id., Theodor Herzl. L'ultimo profeta d'Israele e la nascita del sionismo, Marietti 1820, 1997, pp. 140.
- id., Italiani ed ebrei: come eravamo. Le leggi razziali del 1938, Marietti, Genova, 1998, ISBN 978-88-211-8362-1.
- id., Israele: 50 anni di speranza, Marietti 1820, Genova, 1998, ISBN 978-88-211-6778-2, pp. 292;
- id., L'amore inconcluso di Margherita C., Collana «Codici», Edizioni Quasar, 2000, ISBN 978-88-7140-170-6, pp. 150.
- id., Una Vita tante Vite, Rubbettino Editore, Cosenza, 2004, ISBN 88-498-0771-6.